# Ono Shinji
Ono Shinji (小野 伸二 sinh ngày 27 tháng 9 năm 1979) là cựu cầu thủ bóng đá người Nhật Bản chơi ở vị trí tiền vệ. Mang biệt danh Tensai (天才, tiếng Nhật nghĩa là thiên tài), Ono là một trong những ngôi sao lớn của bóng đá châu Á, nổi tiếng về khả năng quan sát, kỹ thuật xử lý bóng và chuyền bóng. Vị trí chính của anh là tiền tấn công, tuy nhiên anh cũng có thể chơi ở vị trí tiền vệ phòng ngự hoặc cánh.

## Thống kê sự nghiệp
| Đội tuyển bóng đá Nhật Bản | Đội tuyển bóng đá Nhật Bản | Đội tuyển bóng đá Nhật Bản |
| Năm                        | Trận                       | Bàn                        |
| -------------------------- | -------------------------- | -------------------------- |
| 1998                       | 3                          | 0                          |
| 1999                       | 0                          | 0                          |
| 2000                       | 12                         | 1                          |
| 2001                       | 9                          | 1                          |
| 2002                       | 8                          | 1                          |
| 2003                       | 5                          | 0                          |
| 2004                       | 7                          | 2                          |
| 2005                       | 2                          | 0                          |
| 2006                       | 9                          | 1                          |
| 2007                       | 0                          | 0                          |
| 2008                       | 1                          | 0                          |
| Tổng cộng                  | 56                         | 6                          |